# De zee om 11.02 uur
De zee om 11.02 uur is een hoorspel van Ken Miyamoto. Het werd vertaald door Noriko de Vroomen-Kondo en de KRO zond het uit op vrijdag 31 juli 1970. De regisseur was Harry de Garde. Het hoorspel duurde 31 minuten.

## Rolbezetting
- Hetty Berger
- Nora Boerman
- Tine Medema
- Huib Orizand
- Cees van Ooyen
- Jos van Turenhout

## Inhoud
Op 16 juli 1945 werd bij Alamogordo in de woestijn van New Mexico de eerste atoombom tot ontploffing gebracht. Dit experiment was het einde van een lange reeks van onderzoekingen. Een nieuw stadium begon toen de uraniumbom “Little Boy” werd afgeworpen boven Hiroshima en drie dagen later, op 9 augustus 1945, de plutoniumbom “Fat Man” op Nagasaki viel. De verwoesting, door deze bom aangericht, is het uitgangspunt van dit hoorspel.